# داريوس موريس
داريوس موريس (بالإنجليزية: Darius Morris)‏ (03 يناير 1991 – 04 مايو 2024) هو لاعب كرة سلة أمريكي لعب مع فريق بروكلين نتس في الرابطة الوطنية لكرة السلة وحمل الرقم 14. يبلغ طوله 6 قدم 4 بوصة (1.9 م).

## وفاته
أُعلن عن وفاة موريس في 4 مايو 2024 في لوس أنجلوس عن عمر ناهز الثالثة والثلاثين.

## فرق لعب لها
- لوس أنجلوس ليكرز
- فيلادلفيا سفنتي سيكسرز
- لوس أنجلوس كليبرز
- ميمفيس غريزليس
- بروكلين نتس

## روابط خارجية
- داريوس موريس على موقع إن بي أي (الإنجليزية)
- داريوس موريس على موقع سبورتس رفرنس (الإنجليزية)
- داريوس موريس على موقع كرة السلة الأوروبية.كوم (الإنجليزية)
- داريوس موريس على موقع كلية كرة السلة في سبورتس رفرنس.كوم (الإنجليزية)
- داريوس موريس على موقع ريلجم (الإنجليزية)
- داريوس موريس على موقع بروبوليرز (الإنجليزية)
- داريوس موريس على موقع سبورتس رفرنس (الإنجليزية)
- داريوس موريس على موقع سبورتس رفرنس (الإنجليزية)